# Joseph von Appel (1785–1855)
Joseph Ritter von Appel, avstrijski general, * 20. junij 1785, † 21. april 1855.

## Življenjepis
Izhajal je iz številne vojaške družine: oče podmaršal Franz Seraph von Appel, brat generaladjutant Christian von Appel (1787–1854), brat podmaršal Ludwig Franz Mechtild Appel (1809–1875), nečak Michael Ludwig von Appel (1856–1915), nečak Christian von Appel (1831–1859) in nečak general konjenice Joseph Freiherr von Appel (1826–1906).
1. januarja 1849 je bil ob upokojitvi povišan v častnega podmaršala.

## Pregled vojaške kariere
Napredovanja
- generalmajor: 27. maj 1842
- častni podmaršal: 1. januar 1849